# Гельмштедтський університет
Гельмштедтський університет (нім. Universität Helmstedt, лат. Academia Julia) — заклад вищої освіти, що існував з 1576 до 1810 року, у німецькому місті Гельмштедт.

## Історія
Академія Юлія була заснована герцогом Юлієм, князем Брауншвейг-Вольфенбюттельським, у Гельмштедті як перший виразно протестантський університет у північній частині Німеччини та відкрилася 15 жовтня 1576 року урочистою службою в церкві Святого Стефана. Першим її ректором став дванадцятирічний син засновника, подальший герцог Генріх Юлій.
Репутація нового університету зростала завдяки багатьом відомим особистостям, так що на початок 1625 року він був третім за величиною університетом серед німецькомовних країн. У той час в середньому щороку до університету приймали близько 500 студентів. Однак того ж року Тридцятилітня війна і спалах чуми в Гельмштедті призвели до припинення викладання до 1626 року. У листопаді 1625 року третина населення стала жертвою чуми, а 295 міських будинків стояли порожніми.
Домінування ортодоксального лютеранського богословського факультету в Гельмштедті почало зменшувати привабливість Академії Юлія. Із заснуванням інших університетів на півночі Німеччини, наприклад, Кільського університету (1665), але особливо із заснуванням реформаторських університетів у Галле (1692) і передусім у Геттінгені (1734), Гельмштедтський університет став суто провінційним для студентства герцогства Брауншвейг-Вольфенбюттель у другій половині XVIII століття. Навіть короткочасне збільшення кількості студентів під час Семирічної війни не змінило цієї ситуації. У 1795 році в університеті все ще навчалося 97 юнаків.
Взимку 1790—1791 років мав місце кількатижневий конфлікт між студентами університету та міськими ремісниками, після серйозних заворушень у лютому 1791 року студенти переїхали до сусіднього села Гарбке. Завдяки втручанню уряду князівства Брауншвейг-Вольфенбюттель і посередництву мера Гельмштедта Георга Файна, який виступив посередником між сторонами конфлікту, 2 березня 1791 року студенти повернулися до університетського містечка.
З падінням Старої імперії у 1806—1807 роках Гельмштедт перейшов під управління наполеонівського Вестфальського королівства, в якому існували інші університети в Марбурзі, Рінтельні, Геттінгені та Галле. Університети Рінтельна та Гельмштедта стали жертвами адміністративної реформи за часів міністра Йоганнеса фон Мюллера. Академія Юлія була закрита наприкінці зимового семестру 1809/1810 навчального року в травні 1810 року за наказом короля Жерома Бонапарта грудня 1809 року.

## Структура університету
До складу університету входили три фахові факультети: богословський, юридичний та медичний, а також базовий філософський факультет з сімома вільними мистецтвами.
Як правило, на богословському, юридичному та медичному факультетах викладали по чотири професори. На філософському факультеті було близько шести-восьми професорів. За 234 роки існування в Гельмштедтському університеті викладали загалом 279 професорів, серед яких 60 богословів, 76 юристів, 46 медиків і 97 філософів.